# Sara Roosevelt
Sara Ann Delano Roosevelt (Newburgh, 21 settembre 1854 – Hyde Park, 7 settembre 1941) fu la madre del Presidente degli Stati Uniti d'America Franklin Delano Roosevelt, unigenito del suo matrimonio con James Roosevelt (dal 1880).

## Biografia

### Infanzia

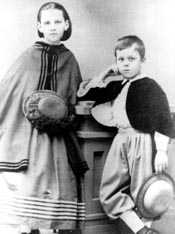
Sara e suo fratello, Phillip nel 1864 dopo il ritorno da Hong Kong

Sara nacque nella Delano Estate a Newburgh, nella Contea di Orange, nello stato di New York, da Warren Delano, Jr. e Catherine Robbins Lyman. Aveva dieci fratelli, due dei quali morirono da bambini, mentre ulteriori tre morirono ventenni.
Nel 1862, Sara, sua madre Catherine, e sei fratelli e sorelle si recarono ad Hong Kong sul veliero Surprise, dove raggiunsero Warren Delano, che aveva ripreso la sua attività di commercio di oppio, allora ancora legale. A bordo della nave, Sallie si divertiva a trascorrere il tempo nel loft del velaio ascoltando il velaio raccontare storie di mare. Suo fratello Frederic Adrian Delano scoprì il diario di Catherine del viaggio molti anni più tardi, nel 1928.
Sara Delano fu descritta come una ragazza slanciata di 178 cm, ed una debuttante intelligente e di notevole bellezza.

### Matrimonio

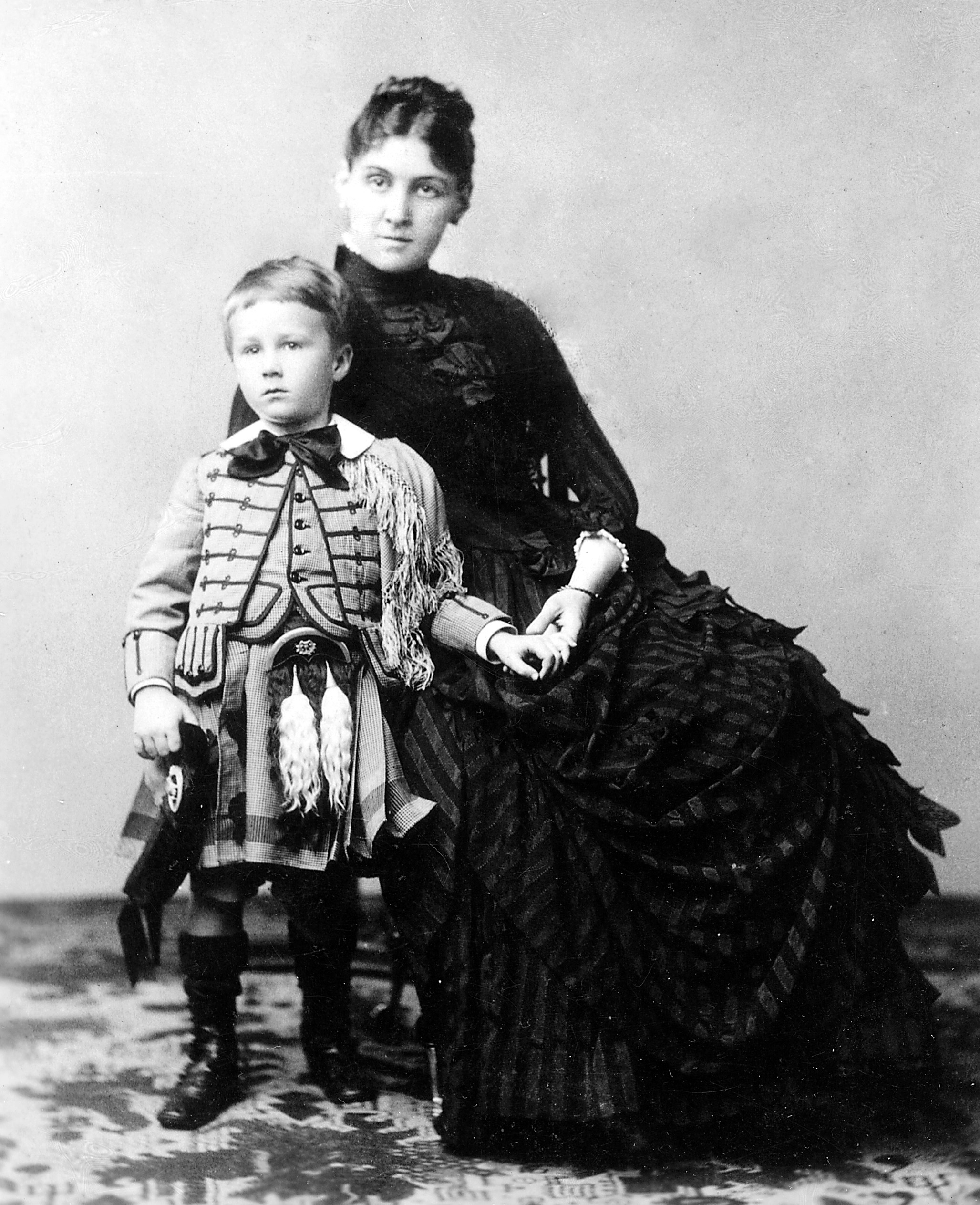
Sara Ann Delano Roosevelt con suo figlio Franklin, 1887

Ad una festa per celebrare la laurea di Theodore Roosevelt all'Università Harvard, ne conobbe il cugino James; i due si sposarono il 7 ottobre 1880 e diventarono i genitori di Franklin Delano Roosevelt.

### Elezione e presidenza di FDR

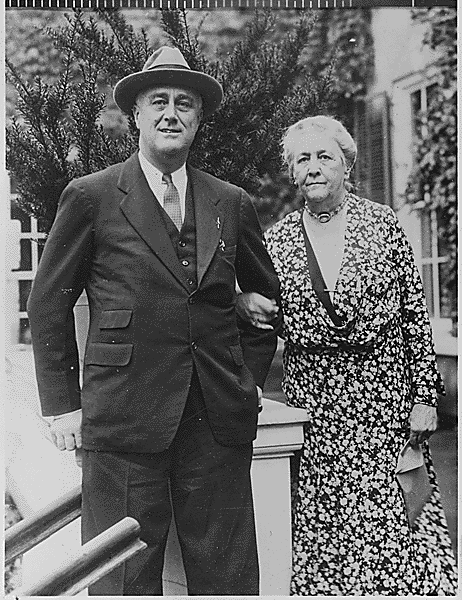
Sara Roosevelt e suo figlio, il Presidente Franklin Delano Roosevelt, nel 1933 nella tenuta di famiglia di Hyde Park

Visse per vedere il suo unico figlio eletto Presidente degli Stati Uniti d'America tre volte. La sua prima elezione ebbe luogo circa tredici anni dopo che il diciannovesimo emendamento fu ratificato, e Sara divenne la prima madre presidenziale a votare per il figlio. Sara continuò a sostenere la carriera di suo figlio, anche come First Lady in diverse occasioni. Era sempre pronta a dire qualcosa di positivo su suo figlio, e rimase altamente protettiva verso di lui e della sua famiglia.

### Morte
Sara Delano Roosevelt, con il Presidente al suo fianco, morì il 7 settembre 1941, 230 giorni dopo la terza inaugurazione del figlio come presidente, esattamente tre mesi prima dell'attacco giapponese su Pearl Harbor, e due settimane prima del suo 87º compleanno.
"Pochi minuti dopo la sua morte, il più grande albero di quercia ad Hyde Park si rovesciò a terra. Era una limpida giornata senza vento." (Citazione da; The American Experience: FDR (Part IV; "The Juggler" 1940-1945) (1994), Written & Directed by David Grubin).
Il funerale si tenne nella sua casa di Springwood, che è situata ad Hyde Park, New York. La sua memoria è commemorata con il Sara Delano Roosevelt Park nel Lower East Side di New York, che le fu dedicato durante la sua vita, nel 1934.